# Kalophrynus robinsoni
Kalophrynus robinsoni és una espècie de granota que viu a Malàisia.